# Na tý louce zelený
Na tý louce zelený patří mezi nejznámější české lidové písně. Pochází z Chodska a má tři sloky. Doprovází se durovými akordy postavenými na tónice, dominantě a subdominantě.
Byla zaznamenána v prvním díle rukopisného zpěvníku Karla Marie Jiříčka z roku 1845 (pod názvem Na tej louce zelený) a ve sbírce Karla Jaromíra Erbena Prostonárodní české písně a říkadla z roku 1864. 
Zpívá se ve tříčtvrťovém rytmu, avšak má i variantu s odlišnou melodií s dvoučtvrťovým taktem.